# Antarctothius

Antarctothius  (лат.) — род жуков-стафилинид из подсемейства Staphylininae (Staphylinidae). Южная Америка.

## Распространение
Южная Америка: Аргентина, Чили (провинция Магальянес и Огненная Земля: провинция Тьерра-дель-Фуэго, Bahia Orange).

## Описание
Мелкие коротконадкрылые жуки-стафилиниды. Генитальный сегмент самца и самки состоит из двух отдельных плейритов. Парамеры длинные и узкие, почти достигают вершины эдеагуса и несут маргинальные щетинки на сенсорном конце.
Типовой вид рода был первоначально описан в составе рода Othius Stephens, 1829 и включался в трибу Othiini Thomson, 1859. Род был впервые выделен в 1969 году французским колеоптерологом Henri Coiffait (1907—1989) и чилийским энтомологом Francisco Saiz. В настоящее время вместе с родами Coomania Cameron, 1939 и Diochus Erichson, 1839 (около 40 видов) образует трибу Diochini Casey, 1906.
- Antarctothius antarcticus (Fairmaire, 1885) — Аргентина, Чили
- Antarctothius fuegius Coiffait & Sáiz, 1969 — Чили